# Andrew Carroll
Andrew Carroll (* 27. září 1969 Washington, D.C., USA) je americký spisovatel, vydavatel, aktivista a historik.

## Život
Narodil se 27. září 1969 Thomasi Edmundovi a Marea Grace Carrollové ve Washingtonu. Navštěvoval Kolumbijskou univerzitu v New Yorku.